# Hugh McVay

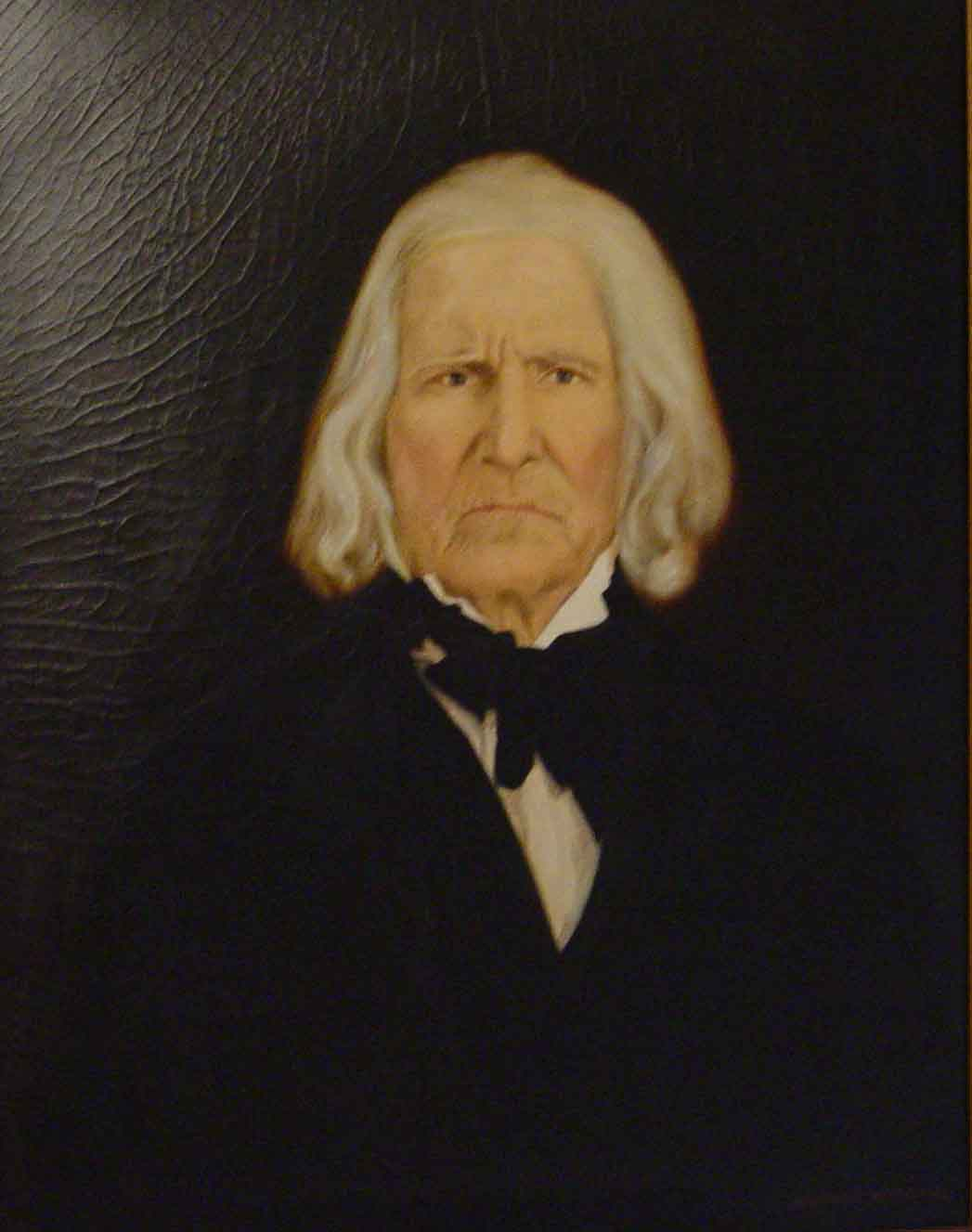
Hugh McVay

Hugh McVay (* 1766 in Greenville, Province of South Carolina; † 9. Mai 1851 in Florence, Alabama) war ein US-amerikanischer Politiker (Demokratische Partei) und 1837 der 9. Gouverneur von Alabama.

## Frühe Jahre
McVay erhielt eine bescheidene Ausbildung und zog dann 1807 nach Madison County im Mississippi-Territorium, wo er Eigentümer einer Plantage wurde. McVay entschloss sich 1811 eine politische Laufbahn einzuschlagen und wurde in das Parlament des Mississippi-Territoriums gewählt, wo er bis 1818 tätig war. Anschließend zog er 1819 nach Lauderdale County, Alabama, und war Mitglied des Verfassungskonvents von Alabama 1819. Ferner war er Mitglied des Repräsentantenhauses von Alabama zwischen 1820 und 1825, sowie des Senats von Alabama zwischen 1825 und 1844, wo er 1836 Speaker war.

## Gouverneur von Alabama
Am 17. Juli 1837 trat Alabamas Gouverneur Clement Comer Clay von seinem Amt zurück, um einen Sitz im US-Senat einzunehmen. McVay, der zu der Zeit Vorsitzender des Senats von Alabama war, wurde amtierender Gouverneur. Er hatte das Amt nur übergangsweise bis zum 30. November desselben Jahres inne, so dass ein neuer Gouverneur gewählt werden konnte. Seine kurze Amtszeit war überschattet von den Indianerkriegen mit den Creek und den Seminolen sowie den finanziellen Problemen der Staatsbank von Alabama.

## Weiterer Lebenslauf
Nach seiner Amtszeit als Gouverneur kehrte McVay in den Senat von Alabama zurück, wo er bis 1844 tätig war. Anschließend zog er sich zu seiner Plantage im Lauderdale County zurück, wo er am 9. Mai 1851 verstarb. Er wurde auf dem Moore-McVay Cemetery in Mars Hill beigesetzt. Er war Vater von fünf Kindern.